# ستيفاني وينسلو
ستيفاني وينسلو (بالإنجليزية: Stephanie Winslow)‏ هي كاتبة غنائية ومغنية وموسيقية أمريكية، ولدت في 27 أغسطس 1956 في ينكتون في الولايات المتحدة.

## وصلات خارجية
- ستيفاني وينسلو على موقع ميوزك برينز (الإنجليزية)
- ستيفاني وينسلو على موقع أول ميوزيك (الإنجليزية)
- ستيفاني وينسلو على موقع ديسكوغز (الإنجليزية)